# Bahnhof Enoshima
Der Bahnhof Enoshima (jap. 江ノ島駅, Enoshima-eki) ist ein Bahnhof auf der japanischen Insel Honshū in der Präfektur Kanagawa auf dem Gebiet der Stadt Fujisawa. Er wird von der Bahngesellschaft Enoshima Dentetsu betrieben. Der Bahnhof verfügt über zwei Bahngleise, die jeweils von einem Seitenbahnsteig bedient werden.
Enoshima wird von der Bahnlinie Enoshima Dentetsu, auch Enoden genannt, bedient. Von hier aus sind die beiden Endstationen der Linie Kamakura und Fujisawa zu erreichen. Dem Bahnhof kommt, vor allem im Hinblick auf die nahe gelegene bekannte Halbinsel Enoshima, eine hohe Bedeutung für den Touristikverkehr zu. Nur etwa 500 Meter entfernt befindet sich der Bahnhof Katase-Enoshima.

## Geschichte
Eröffnet wurde der Bahnhof am 1. September 1902 als Bahnhof Katase, wobei die Strecke zunächst nur zwischen Fujisawa und Katase bestand. Bis 1910 wurde sie nach Osten bis nach Kamakura verlängert. Seinen heutigen Namen erhielt der Bahnhof 1929. Das Bahnhofsgebäude wurde 1999 rekonstruiert.
2008 wurde von Akira Ishii ein Diorama gespendet, welches sich auf dem Bahnhofsgelände befindet.

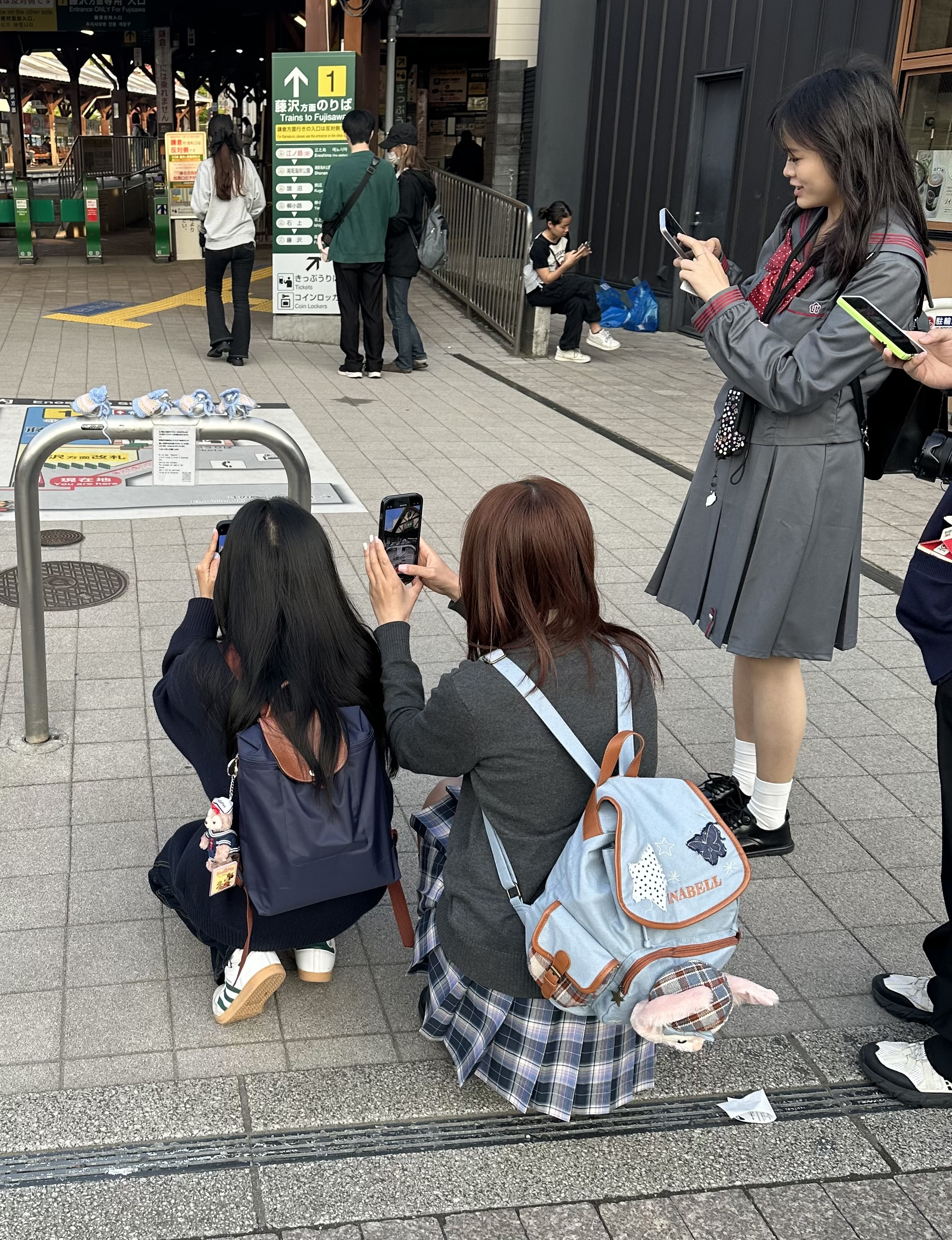
Skulpturen der Vögel als Sehenswürdigkeit, 2025

Auf einer Absperrung vor dem Bahnhofsgebäude befinden sich die Skulpturen von acht kleinen Vögeln. Von einer Mitarbeiterin eines Geschäfts im Bahnhof wurde im Winter 1999 die Tradition begründet, die Vögel zu bekleiden. Die Bekleidung wechselt etwa einmal pro Monat. Die kleinen Skulpturen entwickelten sich zu einer beachteten Sehenswürdigkeit.